# Sonaly Tuesta
Mariela Sonaly Tuesta Altamirano (Lámud, Amazonas, 28 de diciembre de 1972) es una documentalista, guionista, directora de cine, productora de cine, periodista, presentadora de televisión y profesora universitaria peruana, es además columnista habitual en el periódico La República.
En 2015 fue nombrada por el Ministerio de Cultura del Perú como Personalidad Meritoria de la Cultura.

## Biografía
Estudió Ciencias de la Comunicación en la Universidad de Lima. Trabajó para los desaparecidos periódicos El Mundo y El Sol.
En 2005 fue responsable de la propuesta y ejecución del proyecto Rescate de la memoria y la identidad, premiado por el Centro Cultural del Banco Interamericano de Desarrollo (BID).
Desde 2000 dirigió y presentó el programa cultural Costumbres, emitido por TV Perú, al cual renunció el 15 de noviembre de 2020 debido a la censura que el canal estatal sufrió por parte del gobierno de Manuel Merino a causa de las protestas de ese año.
En junio de 2016 tuvo que realizar un paréntesis en su carrera televisiva debido a una enfermedad respiratoria causada por un paramixovirus que la mantuvo ingresada en cuidados intensivos durante 18 días.
En agosto de 2021 realizó la serie documental para el canal 7 de tres episodios, Sabiduría madre.
En noviembre de 2021 fue nombrada viceministra de Patrimonio Cultural e Industrias Culturales por la ministra de Cultura Gisela Ortiz. El 9 de abril de 2022 renunció al cargo tras criticar al primer ministro Aníbal Torres por una polémica generada por el premier al usar a Adolf Hitler como ejemplo de gobernante efectivo.
En 2023 dirigió el documental "Misión Kipi" para el Lantin American Focus-Perú. Esta película se basó en la creación del primer robot educativo desde Colcabamba tras la pandemia de COVID-19. Fue estrenada en cines peruanos en 2024.

## Obras
Además de la conducción de Costumbres, Tuesta ha publicado sobre las fiestas, celebraciones populares y el Patrimonio Inmaterial peruano.
- El Secreto de los Sachapuyos (1994)[3][16]
- El Rescatador y las Vírgenes (1998)[3]
- Ya endulzó la coca[3](2004)

- Fiestas. Calendario y Costumbres (2010)[17]
- Costumbres (2020)[1]

## Premios y reconocimientos
- Premio Promoción de Valores Humanos y Conciencia Nacional - Congreso del Perú (2006)[18]
- Premio Minerva - Municipalidad Metropolitana de Lima (2008)[19]
- Premio Reconocimiento al Trabajo y al Emprendimiento - Ministerio de Trabajo y Promoción del Empleo (2010)[20]
- Personalidad Meritoria de la Cultura - Ministerio de Cultura (2015)[21]

## Filmografía

### Televisión
- Costumbres (2000-2021)[22]

### Cine
- Misión Kipi (2023)